# Sveta Nedelja (Zagreb)
Pour les articles homonymes, voir Sveta Nedelja.
Sveta Nedelja est une ville et une municipalité située dans le comitat de Zagreb, en Croatie. Au recensement de 2001, la municipalité comptait 15 506 habitants, dont 97,63 % de Croates et la ville seule comptait 1 257 habitants.

## Localités
La municipalité de Sveta Nedelja compte 14 localités :
| - Bestovje - Brezje - Jagnjić Dol - Kalinovica - Kerestinec - Mala Gorica - Novaki | - Orešje - Rakitje - Srebrnjak - Strmec - Sveta Nedelja - Svetonedeljski Breg - Žitarka |